# Les Ingénieurs du chaos
Les Ingénieurs du chaos est un essai de Giuliano da Empoli, paru en décembre 2019 aux éditions JC lattès. Il traite des procédés et les techniques du populisme contemporain, le populisme numérique, qui s'appuie sur les Spin Doctors, les réseaux sociaux et la désinformation.  

## Résumé
Le livre explore les coulisses du mouvement populiste, avec les exemples du brexit, des gouvernements de Trump, Boris Johnson, Jair Bolsonaro, Matteo Salvini, qui s'appuient sur des technologies de manipulation de l'opinion, à travers notamment une utilisation massive des Spin Doctors, des réseaux sociaux et des techniques la désinformation, générant une véritable populisme numérique''''. L'ouvrage présente plusieurs conseillers politiques qui agissent dans ce sens :  Gianroberto Casaleggio, Arthur J. Finkelstein, Steve Bannon, Milo Yiannopoulos'.

## Réception critique
Les Ingénieurs du chaos reçoit un accueil critique majoritairement très positif'. Il reçoit ainsi la note de 4,2 sur chez Babelio, 7,5 sur 10 chez Senscritique. 